# Georges Ambourouet
Georges Ambourouet (* 1. Mai 1986) ist ein gabunischer Fußballspieler.

## Karriere

### Klub
In seiner Jugend spielte er in seiner Heimat beim USM Libreville. Mitte 2003 wechselte er dann in die U-19 vom CS Sedan nach Frankreich, wo er dann auch für die erste Mannschaft zum Einsatz kam. Zur Saison 2007/08 wechselte er wieder zurück nach Gabun um dieses Mal ab der Saison 2007/08 in der ersten Mannschaft des von Delta Téléstar zu spielen. Prompt gewann er mit seiner Mannschaft auch den Pokal, schlug sich in der Liga jedoch weniger gut und wechselte danach noch einmal zurück nach Europa, dieses Mal zu Makedonija Skopje. Mit diesen Gewann er ebenfalls mit dem Meistertitel in der Saison 2008/09 einen Wettbewerb, nachdem es in der Folgesaison jedoch schlechter lief, verließ er im März 2010 den Verein in Richtung Rumänien um sich Ceahlaul Piatra Neamt für den Rest der Saison anzuschließen.
Als Nächstes wechselte er erneut das Land und lief in der Saison 2010/11 für Dinamo Tirana in Albanien auf. Danach kehrte er ein weiteres Mal kurz nach Gabun zurück um ein halbes Jahr beim Missile FC zu spielen und danach nach Albanien zum Flamurtari Vlorë zurückzugehen, wo er für den Rest der Saison 2011/12 auflief. Daran anschließend wechselte er noch wieder zurück nach Afrika, diesmal aber nach Marokko. Dort lief er schließlich noch eine Spielzeit für Olympique Khouribga auf.
Danach kehrte er wieder nach Gabun zurück und spielt seit 2013 erst für CF Mounana, dann ab 2015 für den Akanda FC sowie seit 2016 für Lozo Sport.

### Nationalmannschaft
Seit Beginn seiner aktiven Spielerkarriere ist er in der Nationalmannschaft von Gabun aktiv. So stand er auch im Kader beim Afrika-Cup 2010 und 2012 sein bislang letztes Spiel bestritt er im Jahr 2016.